# Bacino Gouin
Il bacino Gouin è un lago artificiale situato nelle regioni centrali della provincia canadese del Quebec. Il lago ha una superficie di 1.570 km² e le sue coste raggiungono una lunghezza complessiva di ben 5.700 km. Dal lago ha origine il fiume Saint Maurice.
Il bacino è importante per la produzione di energia idroelettrica, anche se a ridosso dei suoi sbarramenti non sono presenti centrali. Gli sbarramenti vengono usati invece per regolamentare il flusso del fiume Saint Maurice, che presenta, a valle del lago, le stazioni per la produzione di energia.
Il lago è stato battezzato in onore di Jean Lomer Gouin, che fu ministro del Quebec nel 1918.